# Clematis haenkeana
Clematis haenkeana är en ranunkelväxtart som beskrevs av Presl. Clematis haenkeana ingår i släktet klematisar, och familjen ranunkelväxter. Inga underarter finns listade i Catalogue of Life.